# Rubus refractus
Rubus refractus är en rosväxtart som beskrevs av H. Lév.. Rubus refractus ingår i släktet rubusar, och familjen rosväxter. Utöver nominatformen finns också underarten R. r. latifolius.